# Ruchbrot
Ruchbrot je ve Švýcarsku výraz používaný pro tmavý chléb. Termín „ruch“ znamená ve švýcarském dialektu „drsný“, „hrubý“. Chléb se vyrábí z mouky středního vymletí, tzv. Ruchmehl, ale může obsahovat i jiné druhy mouky. Obvykle je tvarován jako protáhlý bochník, který je na povrchu několikrát nakrojen. K dostání je ale i v jiných, regionálně odlišných formách. Ruchbrot je nejlevnější chléb ve Švýcarsku a je k dispozici po celé zemi.